# Selección de fútbol de Armenia

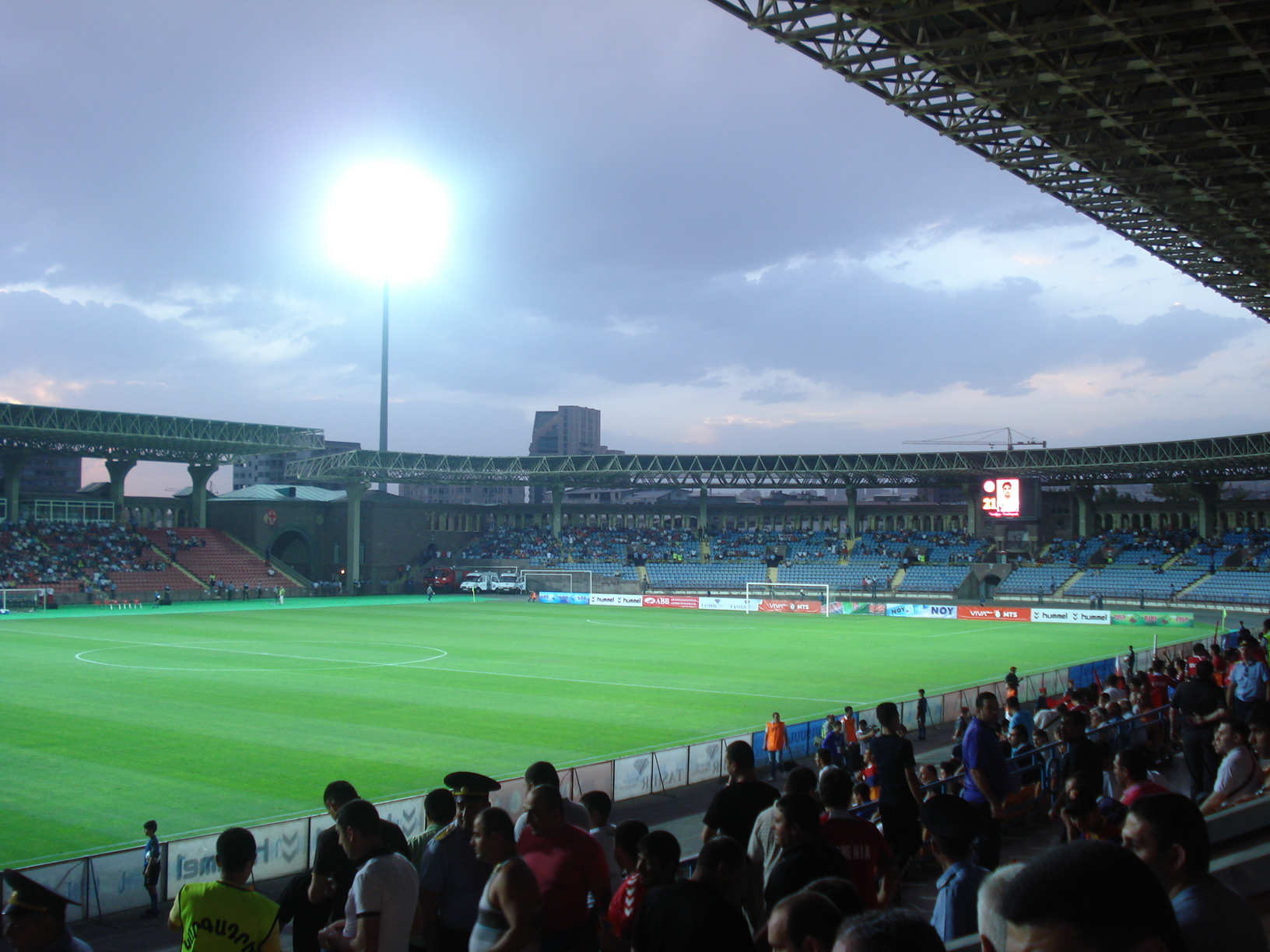
El Republican Stadium bautizado luego como Vazgen Sargsyan.

La selección de fútbol de Armenia (en armenio: Հայաստանի ֆուտբոլի ազգային հավաքական) es el equipo representativo del país en las competiciones oficiales. Su organización está a cargo de la Federación de Fútbol de Armenia, perteneciente a la UEFA.
El seleccionado de Armenia nació en 1992 tras la independencia del país al quebrarse la Unión de Repúblicas Socialistas Soviéticas. Con anterioridad, los jugadores de origen armenio jugaban en la Selección de la Unión Soviética.
Su mejor clasificatoria fue camino a la Eurocopa 2012, donde participó en el grupo B, sumando 17 puntos producto de 5 victorias, 2 empates y 3 derrotas. A pesar de su buena campaña, no logró clasificar a la fase final, al finalizar tercero en su grupo, por detrás de Rusia (clasificado directo) con 23 puntos, e Irlanda (repechaje) con 21 puntos. La selección de Armenia se mantuvo con opciones de acceder al repechaje hasta el 11 de octubre de 2011, cuando disputó la última fecha de la clasificatoria ante Irlanda, partido en el que cayó por 2-1, quedando fuera de toda opción de clasificación.

## Últimos partidos y próximos encuentros
Actualizado al último partido jugado el 9 de junio de 2025
| Fecha      | Ciudad   | Local               | Resultado | Visitante           | Competición                     |
| ---------- | -------- | ------------------- | --------- | ------------------- | ------------------------------- |
| 07-06-2024 | Ereván   | Armenia             | 2:1       | Kazajistán          | Partido amistoso                |
| 07-09-2024 | Ereván   | Armenia             | 4:1       | Letonia             | Liga de Naciones UEFA 24/25     |
| 10-09-2024 | Skopje   | Macedonia del Norte | 2:0       | Armenia             | Liga de Naciones UEFA 24/25     |
| 10-10-2024 | Tórshavn | Islas Feroe         | 2:2       | Armenia             | Liga de Naciones UEFA 24/25     |
| 13-10-2024 | Ereván   | Armenia             | 0:2       | Macedonia del Norte | Liga de Naciones UEFA 24/25     |
| 14-11-2024 | Ereván   | Armenia             | 0:1       | Islas Feroe         | Liga de Naciones UEFA 24/25     |
| 17-11-2024 | Riga     | Letonia             | 1:2       | Armenia             | Liga de Naciones UEFA 24/25     |
| 20-03-2025 | Ereván   | Armenia             | 0:3       | Georgia             | Liga de Naciones UEFA 24/25     |
| 23-03-2025 | Tiflis   | Georgia             | 6:1       | Armenia             | Liga de Naciones UEFA 24/25     |
| 06-06-2025 | Pristina | Kosovo              | 5:2       | Armenia             | Partido amistoso                |
| 09-06-2025 | Nikšić   | Montenegro          | 2:2       | Armenia             | Partido amistoso                |
| 06-09-2025 | Ereván   | Armenia             | -:-       | Portugal            | Clasificación Copa Mundial 2026 |
| 09-09-2025 | Ereván   | Armenia             | -:-       | Irlanda             | Clasificación Copa Mundial 2026 |
| 11-10-2025 | Budapest | Hungría             | -:-       | Armenia             | Clasificación Copa Mundial 2026 |
| 14-10-2025 | Dublín   | Irlanda             | -:-       | Armenia             | Clasificación Copa Mundial 2026 |
| 13-11-2025 | Ereván   | Armenia             | -:-       | Hungría             | Clasificación Copa Mundial 2026 |
| 16-11-2025 | TBD      | Portugal            | -:-       | Armenia             | Clasificación Copa Mundial 2026 |

## Jugadores

### Más participaciones y goles

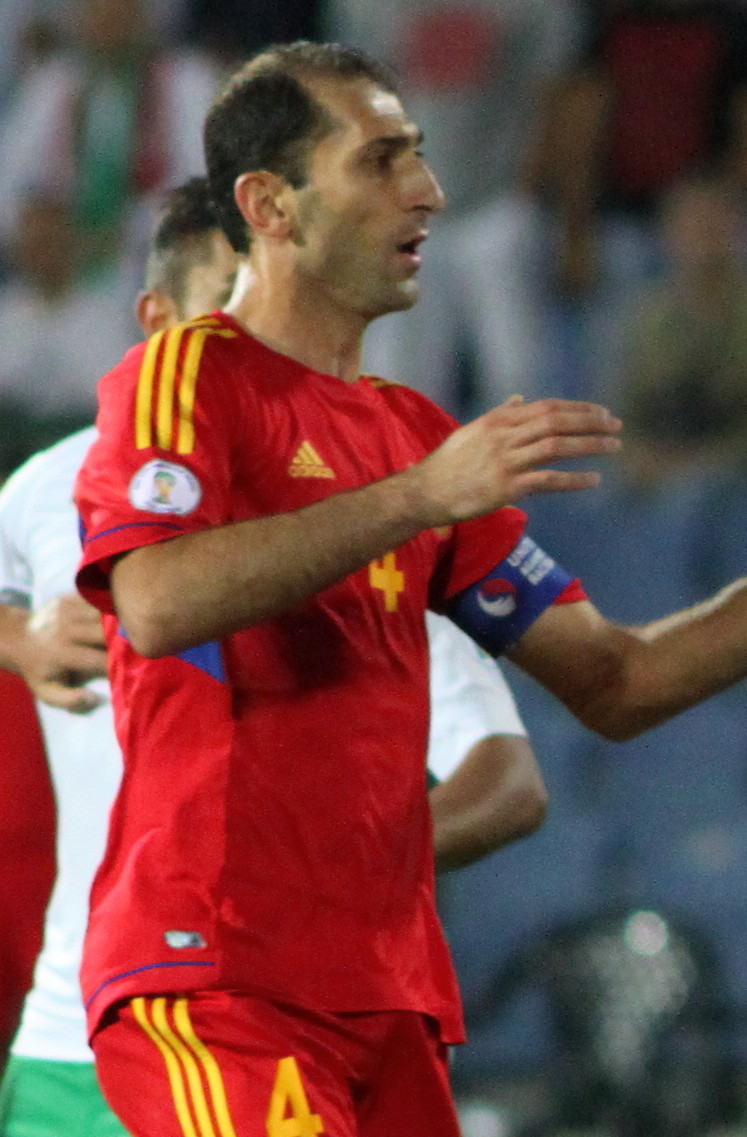
Sargis Hovsepyan

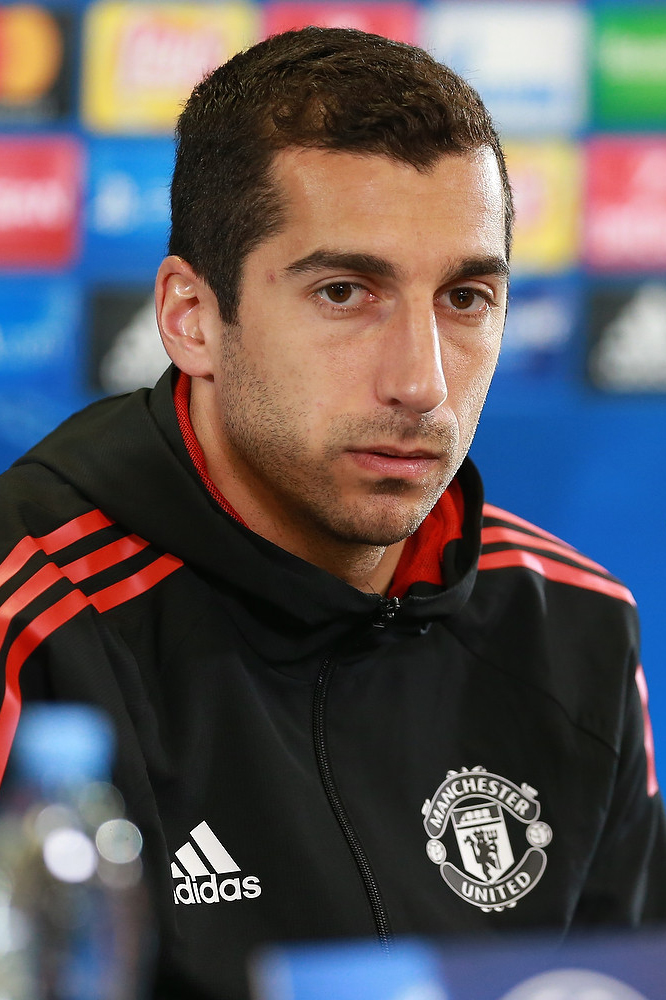
Henrij Mjitarián

Actualizado al 31 de marzo de 2023.

En negrita jugadores en activo.
| #  | Jugador            | Partidos | Carrera   |
| -- | ------------------ | -------- | --------- |
| 1  | Sargis Hovsepyan   | 132      | 1992-2012 |
| 2  | Henrikh Mkhitaryan | 95       | 2007-2021 |
| 3  | Roman Berezovsky   | 94       | 1996-2015 |
| 4  | Gevorg Ghazaryan   | 75       | 2008-     |
| 4  | Kamo Hovhannisyan  | 75       | 2012-     |
| 6  | Robert Arzumanyan  | 74       | 2005-2015 |
| 7  | Varazdat Haroyan   | 73       | 2011-     |
| 8  | Artur Petrosyan    | 69       | 1992-2004 |
| 9  | Marcos Pizzelli    | 68       | 2008-2019 |
| 10 | Harutyun Vardanyan | 63       | 1994-2004 |

Actualizado al 31 de marzo de 2023.

En negrita jugadores en activo.
| # | Jugador               | Goles | Carrera   |
| - | --------------------- | ----- | --------- |
| 1 | Henrikh Mkhitaryan    | 32    | 2007-2021 |
| 2 | Yura Movsisyan        | 14    | 2010-2018 |
| 2 | Gevorg Ghazaryan      | 14    | 2007-     |
| 4 | Marcos Pizzelli       | 11    | 2008-2019 |
| 4 | Artur Petrosyan       | 11    | 1992-2004 |
| 6 | Edgar Manucharyan     | 9     | 2004-2017 |
| 7 | Tigran Barseghyan     | 8     | 2016-     |
| 8 | Ara Hakobyan          | 7     | 1998-2008 |
| 9 | Aleksandre Karapetian | 6     | 2014-2022 |
| 9 | Artur Sarkisov        | 6     | 2011-2019 |
| 9 | Aras Özbiliz          | 6     | 2012-2021 |
| 9 | Armen Shahgeldyan     | 6     | 1992-2007 |

### Última convocatoria
Lista de jugadores para los partidos ante Georgia de marzo de 2025:
| No. | Pos. | Jugador                 | Fecha de nacimiento (edad)         | Apa. | Goles | Club               |
| --- | ---- | ----------------------- | ---------------------------------- | ---- | ----- | ------------------ |
| 1   | POR  | Ognjen Čančarević       | 25 de septiembre de 1989 (35 años) | 19   | 0     | Noah               |
| 12  | POR  | Arsen Beglaryan         | 18 de febrero de 1993 (32 años)    | 16   | 0     | Van                |
| 16  | POR  | Henri Avagyan           | 16 de enero de 1996 (29 años)      | 1    | 0     | Ararat-Armenia     |
|     |      |                         |                                    |      |       |                    |
| 2   | DEF  | Edgar Grigoryan         | 25 de agosto de 1998 (26 años)     | 5    | 0     | Ararat-Armenia     |
| 3   | DEF  | Varazdat Haroyan        | 24 de agosto de 1992 (32 años)     | 91   | 4     | Pyunik             |
| 4   | DEF  | Georgy Arutyunyan       | 9 de agosto de 2004 (20 años)      | 22   | 0     | Puskás Akadémia    |
| 5   | DEF  | Styopa Mkrtchyan        | 17 de febrero de 2003 (22 años)    | 19   | 0     | Osijek             |
| 13  | DEF  | Kamo Hovhannisyan       | 5 de octubre de 1992 (32 años)     | 87   | 3     | Ararat-Armenia     |
| 19  | DEF  | Petik Manukyan          | 21 de febrero de 2006 (19 años)    | 0    | 0     | BKMA               |
| 21  | DEF  | Nair Tiknizyan          | 12 de mayo de 1999 (26 años)       | 20   | 1     | Lokomotiv Moscú    |
| 22  | DEF  | Sergey Muradyan         | 27 de agosto de 2004 (20 años)     | 8    | 0     | Noah               |
|     | DEF  | Hovhannes Hambardzumyan | 4 de octubre de 1990 (34 años)     | 52   | 4     | Noah               |
|     |      |                         |                                    |      |       |                    |
| 6   | MED  | Ugochukwu Iwu           | 20 de octubre de 1999 (25 años)    | 17   | 0     | Rubin Kazán        |
| 7   | MED  | Edgar Sevikyan          | 8 de agosto de 2001 (23 años)      | 15   | 2     | Lokomotiv Moscú    |
| 8   | MED  | Solomon Udo             | 15 de julio de 1995 (30 años)      | 22   | 0     | Pyunik             |
| 10  | MED  | Narek Grigoryan         | 17 de junio de 2001 (24 años)      | 8    | 0     | Farul Constanța    |
| 11  | MED  | Tigran Barseghyan       | 22 de septiembre de 1993 (31 años) | 60   | 9     | Slovan Bratislava  |
| 14  | MED  | Gor Manvelyan           | 9 de abril de 2002 (23 años)       | 6    | 1     | Noah               |
| 20  | MED  | Artak Dashyan           | 20 de noviembre de 1989 (35 años)  | 27   | 2     | Noah               |
| 23  | MED  | Vahan Bichakhchyan      | 9 de julio de 1999 (26 años)       | 42   | 5     | Legia Varsovia     |
|     |      |                         |                                    |      |       |                    |
| 9   | DEL  | Artur Serobyan          | 2 de julio de 2003 (22 años)       | 19   | 0     | Sheriff Tiraspol   |
| 15  | DEL  | Arayik Eloyan           | 16 de marzo de 2004 (21 años)      | 0    | 0     | BKMA               |
| 17  | DEL  | Nicholas Kaloukian      | 18 de febrero de 2003 (22 años)    | 1    | 0     | Urartu             |
| 18  | DEL  | Artur Miranyan          | 27 de diciembre de 1995 (29 años)  | 14   | 1     | Universitatea Cluj |

## Entrenadores

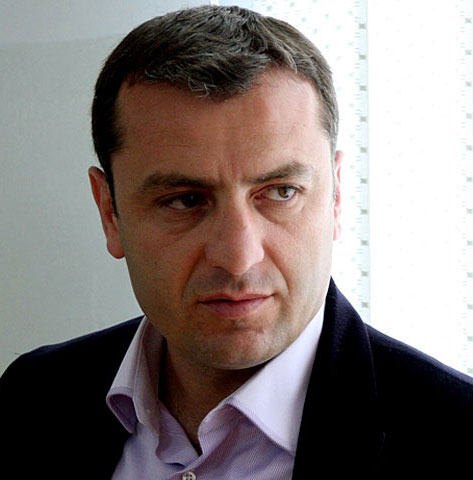
Vardan Minasyan dirigió al Armenia entre 2009 y 2014, el entrenador que ha durado más en el cargo.

| Nombre                                          | Periodo   | J  | G  | E | P  | GF | GC | % Victoria |
| ----------------------------------------------- | --------- | -- | -- | - | -- | -- | -- | ---------- |
| Eduard Markarov                                 | 1992–1994 | 6  | 1  | 2 | 3  | 1  | 5  | 16.6%      |
| Samvel Darbinyan                                | 1995–1996 | 9  | 1  | 1 | 7  | 5  | 21 | 11.1%      |
| Khoren Hovhannisyan                             | 1996–1997 | 16 | 2  | 5 | 9  | 10 | 41 | 12.5%      |
| Souren Barseghyan                               | 1998–1999 | 14 | 4  | 2 | 8  | 11 | 19 | 28.6%      |
| Varuzhan Sukiasyan                              | 2000–2001 | 17 | 3  | 7 | 7  | 17 | 27 | 17.6%      |
| Andranik Adamyan (interino)                     | 2002      | 1  | 1  | 0 | 0  | 2  | 0  | 100%       |
| Oscar López                                     | 2002      | 2  | 0  | 1 | 1  | 2  | 4  | 0%         |
| Andranik Adamyan (interino)                     | 2003      | 1  | 0  | 0 | 1  | 0  | 2  | 0%         |
| Mihai Stoichiţă                                 | 2003–2004 | 10 | 4  | 1 | 5  | 11 | 17 | 40%        |
| Bernard Casoni                                  | 2004–2005 | 8  | 1  | 1 | 6  | 5  | 18 | 12.5%      |
| Henk Wisman                                     | 2005–2006 | 8  | 1  | 1 | 6  | 5  | 14 | 12.5%      |
| Ian Porterfield                                 | 2006–2007 | 10 | 2  | 4 | 4  | 5  | 9  | 20%        |
| Vardan Minasyan (interino) Tom Jones (interino) | 2007      | 6  | 1  | 1 | 4  | 2  | 8  | 16.6%      |
| Jan Poulsen                                     | 2008–2009 | 12 | 3  | 4 | 5  | 9  | 19 | 25%        |
| Vardan Minasyan                                 | 2009–2014 | 39 | 14 | 4 | 21 | 56 | 58 | 35.9%      |
| Bernard Challandes                              | 2014–2015 | 9  | 1  | 1 | 7  | 9  | 23 | 11.1%      |
| Varijan Sukiasyan                               | 2015–2016 | 7  | 2  | 1 | 4  | 12 | 12 | 28.6%      |
| Artur Petrosyan                                 | 2016–2018 | 10 | 5  | 1 | 4  | 21 | 21 | 50%        |
| Vardan Minasyan                                 | 2018      | 4  | 1  | 2 | 1  | 3  | 4  | 25%        |
| Armen Gyulbudaghyants                           | 2018-2019 | 10 | 5  | 2 | 5  | 25 | 20 | 41.67%     |
| Abraham Khashmanyan                             | 2019–2020 | 2  | 0  | 0 | 2  | 1  | 10 | 0%         |
| Joaquín Caparrós                                | 2020-2022 | 9  | 6  | 2 | 1  | 13 | 8  | 74%        |
| Roman Berezovsky (interino)                     | 2022      | 2  | 0  | 1 | 1  | 2  | 4  | 0          |
| Oleksandr Petrakov                              | 2023-2024 | 18 | 4  | 4 | 10 | 22 | 29 | 22%        |
| Suren Chakhalyan (interino)                     | 2024-2025 | 2  | 1  | 0 | 1  | 2  | 2  | 50%        |
| John van 't Schip                               | 2025      | 4  | 0  | 1 | 3  | 5  | 16 | 8.33%      |
| Yeghishe Melikyan                               | 2025-     |    |    |   |    |    |    |            |

## Estadísticas

### Copa Mundial de Fútbol
| Copa Mundial de Fútbol | Copa Mundial de Fútbol      | Copa Mundial de Fútbol      | Copa Mundial de Fútbol      | Copa Mundial de Fútbol      | Copa Mundial de Fútbol      | Copa Mundial de Fútbol      | Copa Mundial de Fútbol      |
| Año                    | Ronda                       | J                           | G                           | E                           | P                           | GF                          | GC                          |
| ---------------------- | --------------------------- | --------------------------- | --------------------------- | --------------------------- | --------------------------- | --------------------------- | --------------------------- |
| 1930 - 1990            | Parte de la Unión Soviética | Parte de la Unión Soviética | Parte de la Unión Soviética | Parte de la Unión Soviética | Parte de la Unión Soviética | Parte de la Unión Soviética | Parte de la Unión Soviética |
| 1994                   | No participó                | No participó                | No participó                | No participó                | No participó                | No participó                | No participó                |
| 1998                   | No clasificó                | No clasificó                | No clasificó                | No clasificó                | No clasificó                | No clasificó                | No clasificó                |
| 2002                   | No clasificó                | No clasificó                | No clasificó                | No clasificó                | No clasificó                | No clasificó                | No clasificó                |
| 2006                   | No clasificó                | No clasificó                | No clasificó                | No clasificó                | No clasificó                | No clasificó                | No clasificó                |
| 2010                   | No clasificó                | No clasificó                | No clasificó                | No clasificó                | No clasificó                | No clasificó                | No clasificó                |
| 2014                   | No clasificó                | No clasificó                | No clasificó                | No clasificó                | No clasificó                | No clasificó                | No clasificó                |
| 2018                   | No clasificó                | No clasificó                | No clasificó                | No clasificó                | No clasificó                | No clasificó                | No clasificó                |
| 2022                   | No clasificó                | No clasificó                | No clasificó                | No clasificó                | No clasificó                | No clasificó                | No clasificó                |
| 2026                   | Por disputarse              | Por disputarse              | Por disputarse              | Por disputarse              | Por disputarse              | Por disputarse              | Por disputarse              |
| 2030                   | Por disputarse              | Por disputarse              | Por disputarse              | Por disputarse              | Por disputarse              | Por disputarse              | Por disputarse              |
| 2034                   | Por disputarse              | Por disputarse              | Por disputarse              | Por disputarse              | Por disputarse              | Por disputarse              | Por disputarse              |
| Total                  | 0/22                        | -                           | -                           | -                           | -                           | -                           | -                           |

### Eurocopa
| Eurocopa    | Eurocopa                                        | Eurocopa                                        | Eurocopa                                        | Eurocopa                                        | Eurocopa                                        | Eurocopa                                        | Eurocopa                                        |
| Año         | Ronda                                           | J                                               | G                                               | E                                               | P                                               | GF                                              | GC                                              |
| ----------- | ----------------------------------------------- | ----------------------------------------------- | ----------------------------------------------- | ----------------------------------------------- | ----------------------------------------------- | ----------------------------------------------- | ----------------------------------------------- |
| 1960 - 1988 | Parte de la Unión Soviética                     | Parte de la Unión Soviética                     | Parte de la Unión Soviética                     | Parte de la Unión Soviética                     | Parte de la Unión Soviética                     | Parte de la Unión Soviética                     | Parte de la Unión Soviética                     |
| 1992        | Parte de la Comunidad de Estados Independientes | Parte de la Comunidad de Estados Independientes | Parte de la Comunidad de Estados Independientes | Parte de la Comunidad de Estados Independientes | Parte de la Comunidad de Estados Independientes | Parte de la Comunidad de Estados Independientes | Parte de la Comunidad de Estados Independientes |
| 1996        | No clasificó                                    | No clasificó                                    | No clasificó                                    | No clasificó                                    | No clasificó                                    | No clasificó                                    | No clasificó                                    |
| 2000        | No clasificó                                    | No clasificó                                    | No clasificó                                    | No clasificó                                    | No clasificó                                    | No clasificó                                    | No clasificó                                    |
| 2004        | No clasificó                                    | No clasificó                                    | No clasificó                                    | No clasificó                                    | No clasificó                                    | No clasificó                                    | No clasificó                                    |
| 2008        | No clasificó                                    | No clasificó                                    | No clasificó                                    | No clasificó                                    | No clasificó                                    | No clasificó                                    | No clasificó                                    |
| 2012        | No clasificó                                    | No clasificó                                    | No clasificó                                    | No clasificó                                    | No clasificó                                    | No clasificó                                    | No clasificó                                    |
| 2016        | No clasificó                                    | No clasificó                                    | No clasificó                                    | No clasificó                                    | No clasificó                                    | No clasificó                                    | No clasificó                                    |
| 2020        | No clasificó                                    | No clasificó                                    | No clasificó                                    | No clasificó                                    | No clasificó                                    | No clasificó                                    | No clasificó                                    |
| 2024        | No clasificó                                    | No clasificó                                    | No clasificó                                    | No clasificó                                    | No clasificó                                    | No clasificó                                    | No clasificó                                    |
| 2028        | Por definir                                     | Por definir                                     | Por definir                                     | Por definir                                     | Por definir                                     | Por definir                                     | Por definir                                     |
| 2032        | Por definir                                     | Por definir                                     | Por definir                                     | Por definir                                     | Por definir                                     | Por definir                                     | Por definir                                     |
| Total       | 0/17                                            | -                                               | -                                               | -                                               | -                                               | -                                               | -                                               |

### Liga de Naciones de la UEFA
| Liga de Naciones de la UEFA | Liga de Naciones de la UEFA | Liga de Naciones de la UEFA | Liga de Naciones de la UEFA | Liga de Naciones de la UEFA | Liga de Naciones de la UEFA | Liga de Naciones de la UEFA | Liga de Naciones de la UEFA | Liga de Naciones de la UEFA | Liga de Naciones de la UEFA |
| Año                         | L                           | G                           | Ronda                       | J                           | G                           | E                           | P                           | GF                          | GC                          |
| --------------------------- | --------------------------- | --------------------------- | --------------------------- | --------------------------- | --------------------------- | --------------------------- | --------------------------- | --------------------------- | --------------------------- |
| 2018-19                     | D                           | 4                           | Segundo lugar               | 6                           | 3                           | 1                           | 2                           | 14                          | 8                           |
| 2020-21                     | C                           | 2                           | Primer lugar                | 6                           | 3                           | 2                           | 1                           | 9                           | 6                           |
| 2022-23                     | B                           | 1                           | Cuarto lugar                | 6                           | 1                           | 0                           | 5                           | 4                           | 17                          |
| Total                       | Total                       | Total                       | 3/3                         | 18                          | 7                           | 3                           | 8                           | 27                          | 31                          |